# イェスパー・ストロムブラード
クラス・ホーカン・イェスパー・ストロムブラード(Clas Håkan Jesper Strömblad、1972年11月28日 - )は、スウェーデン、イェーテボリ出身のヘヴィメタルミュージシャン。主にイン・フレイムスや、ディメンション・ゼロなどに於けるギタリストとしての活動で著名。現在はサイラ、ザ・ヘイロー・エフェクトのギタリストとして活動している。また、ギター以外にもベースやドラムス、キーボードも演奏し、マルチプレイヤーとしても知られる。
2004年にギターワールド誌の『GUITAR WORLD's 100 Greatest Heavy Metal Guitarists Of All Time』では、イン・フレイムスで同僚のビョーン・イエロッテと共に、70位に選出された。これは、メロディックデスメタル系のギタリストとしては最上位である。

## 来歴
4歳からヴァイオリンを弾き始める。ヴァイオリンは12歳まで続けるが、その頃にギターに興味を持ち、ヴァイオリンをやめギターを弾くようになった。
1990年にイン・フレイムスを結成する。同バンドは当初メンバーが流動的で、イェスパー自身はギターに加えてドラムスとキーボードを兼任することになった。その後1stアルバム『Lunar Strain』までドラムスを兼任し、キーボードは3rdアルバム『Whoracle』まで兼任が続いた。
イン・フレイムスでは多くの楽曲の作曲に携わり、バンドの中心メンバーとして活動していた。しかし、2009年3月にイン・フレイムス公式ウェブサイト上で、イェスパーがアルコールに関する問題の治療のためにツアーに参加しないことが発表された。このツアーには元イン・フレイムス、現エンゲルのニクラス・エンゲリンが参加することとなった。2010年2月12日にはイン・フレイムスからの正式な脱退が発表された。ライブツアーには引き続きニクラスが参加し、2011年になってニクラスがイェスパーの後任として正式にイン・フレイムスに加入した。
イェスパーはイン・フレイムス以外のバンドでも活動を行っていた。イン・フレイムスを結成した1990年にはセレモニアル・オースにベーシストとして加入し、1stアルバム『The Book of Truth』に参加した。セレモニアル・オースを脱退した1993年には、セレモニアル・オースで共に活動していたオスカー・ドロニャックと共にハンマーフォールを結成する。ハンマーフォールでの担当楽器はドラムスであった。しかしイン・フレイムスの活動に専念するために1997年にハンマーフォールから脱退している。そのためハンマーフォールのアルバムには楽曲提供(3作目の『レネゲイド』まで)及びゲストプレイヤーとしてギターを一部で弾くに留まっている(1作目～2作目)。
また1995年に、イン・フレイムスを脱退したギタリスト、グレン・ユングストロームと共にデスラッシュバンド、ディメンション・ゼロ(結成時はAgent Orange)を結成し、1枚のEPと3枚のアルバムを発表している。またフィンランドのヘヴィメタルバンド、シナジーにも加入し、1stアルバム『Beware the Heavens』に参加した。更に2003年にはオール・エンズにも参加した。
2006年には、デビュー前のデグレイデッドを発掘している。デグレイデッドは、イン・フレイムスのメンバーがレコーディング・エンジニアとしてバックアップし、デビューを果たしている。
イン・フレイムス脱退後、ザ・レジスタンスというバンドを結成。ザ・レジスタンスでもギターを担当する。ザ・レジスタンスには、マルコ・アロ (Vo: フェイス・ダウン、元ザ・ホーンテッド)、グレン・ユングストローム (G: 元イン・フレイムス、元ディメンション・ゼロ)、アレックス・ロスバック・ホルスタッド (B: 元デスパイト、元デカメロン、元カーディナル・シン)、クリス・バーケンショー (Ds: カーナル・フォージ、フェイス・ダウン、コンストラクデッド)が参加している。また、2012年には、16年前に解散したセレモニアル・オースの再結成に参加。脱退時と同じく、ベースを担当する。
2013年より、オロフ・モルクが脱退したナイトレイジにセッションギタリストとして参加。ナイトレイジがヘッドライナーの日本ツアー「Extreme Metal Over Japan Vol.2」にも、セッションギタリストとして参加することが決定したが、ツアー開始前日に、体調不良による入院のため、ツアーに不参加となったことが発表された。その後、体調は回復し、ナイトレイジのサポートを続けている。
2016年にザ・レジスタンスの脱退を表明し、これがきっかけとなってザ・レジスタンスは解散することとなった。ザ・レジスタンス脱退後、同年にイン・フレイムスを脱退したピーター・イワース (B)、当時アマランスのジェイク・E (Vo)、ルカ・トゥリッリズ・ラプソディーのアレックス・ランデンブルク (Ds)と共にヘヴィメタル/ハードロックバンドのサイラを結成した。
2021年11月には、イェスパーのほか、元イン・フレイムスのミカエル・スタンネ（ボーカル）、ニクラス・エンゲリン（ギター）、ピーター・イワース（ベース）、ダニエル・スヴェンソン（ドラム）が参加する新バンド『ザ・ヘイロー・エフェクト (The Halo Effect)』のデビュー曲「Shadowminds」を発表。また2022年6月11日には、スウェーデンの音楽フェス『Sweden Rock festival』に出演。同バンドとしての初ライブを行った。
イェスパーはオンラインゲームWorld of Warcraftの熱心なプレイヤーとしても有名で、World of WarcraftのTシャツを着てライブに参加することもあった。

## ディスコグラフィ

### イン・フレイムス (In Flames)

#### アルバム
- 1994年 Lunar Strain
- 1995年 The Jester Race
- 1997年 Whoracle
- 1999年 Colony
- 2000年 Clayman
- 2002年 Reroute To Remain
- 2004年 Soundtrack To Your Escape
- 2006年 Come Clarity
- 2008年 A Sense Of Purpose

#### シングル・ミニアルバム
- 1994年 Subterranean
- 1997年 Black-Ash Inheritance
- 2000年 Bullet Ride
- 2002年 Nothing / Reroute to Remain (メシュガーとのスプリットEP)
- 2002年 Cloud Connected
- 2003年 Trigger
- 2004年 The Quiet Place
- 2008年 The Mirror's Truth

#### ライブ
- 2001年 The Tokyo Showdown （日本でのライブ）

#### コンピレーション
- 1995年 V.A. / W.A.R. Compilation Vol.1

#### ビデオ
- 1997年 Live & Plugged (ダーク・シード、EverEveとのスプリットライブビデオ)
- 2005年 Used & Abused - In Live We Trust （ライブ）

#### デモ
- 1993年 Demo '93

### ディメンション・ゼロ (Dimension Zero)

#### アルバム
- 2002年 Silent Night Fever
- 2003年 This Is Hell
- 2007年 He Who Shall Not Bleed

#### ミニアルバム
- 1997年 Penetrations From The Lost World
2003年にボーナストラックとして、2002年の来日公演のライブトラックを追加して再発された。

### シナジー (Sinergy)

#### アルバム
- 1999年 Beware the Heavens

### セレモニアル・オース (Ceremonial Oath)

#### アルバム
- 1993年 The Book of Truth

#### ミニアルバム
- 1992年 Lost Name of God

#### デモ
- 1991年 Promo 1991

### ザ・レジスタンス (The Resistance)

#### アルバム
- 2013年 Scars
- 2016年 Coup de grâce

#### EP
- 2013年 Rise from Treason
- 2015年 Torture Tactics

### サイラ (CyHra)

#### アルバム
- 2017年 Letters to Myself

#### シングル
- 2017年 Karma
- 2017年 Letter to Myself
- 2018年 Heartrage

## 参加バンド
- ザ・ヘイロー・エフェクト (The Halo Effect) - ギター：2021年 -
- サイラ (CyHra) - ギター：2016 -
- ザ・レジスタンス (The Resistance) - ギター : 2011 - 2016
- セレモニアル・オース (Ceremonial Oath) - ベース : 1990 - 1993、2012 -
- ディメンション・ゼロ (Dimension Zero) - ギター、ベース : 1995 -
- イン・フレイムス (In Flames) - ギター、ドラムス (1990 - 1993)、キーボード (1990 - 1997) : 1990 - 2010
- ハンマーフォール (Hammerfall) - ドラムス : 1993 - 1997
- シナジー (Sinergy) - ギター : 1997 - 1999
- オール・エンズ (All Ends) - ギター